# Acrothesaurum
Acrothesaurum, monotipski biljni rod crvenih alga koji čini porodicu Acrothesauraceae. Jedina vrsta je morska alga A. gemellifilum otkrivena kod Tasmanije. Opisana je 2016 godine.